# Veusz
Veusz je multiplatformní software pro vizualizaci dat. Je napsán v jazyce Python s pomocí výpočetní knihovny NumPy a grafickým rozhraním realizovaným knihovnou PyQt. Je licencován pod licencí GNU GPL, tedy se jedná o svobodný software.
Jako vstupní formáty dat podporuje Veusz mimo jiné CSV, HDF a FITS, jako výstupní PDF, PostScript a SVG. 
Instalační balíčky jsou pro něj připraveny mimo jiné pro Microsoft Windows, Mac OS X, řadu linuxových distribucí (Debian, Ubuntu, Fedora, Gentoo, OpenSUSE) i další un*xové systémy (FreeBSD, NetBSD, OpenBSD).